# Staurophora margarethae
Staurophora margarethae là một loài bướm đêm trong họ Noctuidae.